# Sculcoates
Sculcoates är en stadsdel i Kingston upon Hull, i kommunen Kingston upon Hull, i grevskapet East Riding of Yorkshire, i England. Sculcoates var en civil parish fram till 1974. Civil parish hade 255 961 invånare år 1951.